# Dhiyab bin Isa
Dhiyab bin Isa bin Nahyan Al Nahyan (arabisch ذياب بن عيسى بن نهيان آل نهيان, DMG Ḏiyāb b. ʿIsā ibn Nahyān Āl Nahyān) war von 1761 bis 1793 der Scheich von Abu Dhabi und der Gründer der Al-Nahyan-Dynastie, welche bis heute Abu Dhabi regiert. Er war der Anführer des Bani-Yas-Stammesbündnisses.
Eine von ihm ausgesendete Jagdgemeinschaft, die von der Liwa-Oase am Rande der Rub al-Chali aufbrach, verfolgte 1761 eine Gazelle, die sie bis an den Persischen Golf auf eine Insel führte, wo sie eine Frischwasserquelle fand. Diese Gazelle gab Abu Dhabi den Namen, der übersetzt so viel wie Vater der Gazelle bedeutet. Um 1791 befahl Dhiyab seinem Sohn Schachbut, auf die Insel zu ziehen und dort ein Dorf sowie ein Fort (Qasr Al Hosn) zu errichten.